# Lotononis mirabilis
Lotononis mirabilis är en ärtväxtart som beskrevs av Moritz Kurt Dinter. Lotononis mirabilis ingår i släktet Lotononis och familjen ärtväxter. IUCN kategoriserar arten globalt som livskraftig. Inga underarter finns listade i Catalogue of Life.